# Södra Bjärekusten
Södra Bjärekusten är ett naturreservat i Båstads kommun i Skåne län.
Reservatet bildades 2013 och är 5 014 hektar stort.
Det består av strandängar med betade enefälader. 